# 炮台山
炮台山（英語：Fortress Hill）位於香港島東區，西面與灣仔區相連。對於炮台山的範圍大概是英皇道由歌頓道至北角道的一段，甚或包括北角西南邊及銅鑼灣東面北部地區。

## 地理位置
炮台山位於香港島的銅鑼灣以東、北角以西，由英皇道、電氣道及炮台山道三條主要道路貫穿。如以港鐵站與站之間的中線為界，或商戶於地址上使用「炮台山」作為通俗地名為準，炮台山南起銅鑼灣街市；東至北角道、北景街；西至哥頓道；山上南部於天后廟道與寶馬山接壤。
如以天后站、炮台山站、北角站中的銅鑼灣及北角地區依距離炮台山港鐵站而定通俗分區，炮台山地址上一半地方稱為北角，而一些銅鑼灣盡頭地區，如銅鑼灣社區中心，靠近炮台山站，及一些在銅鑼灣東到炮台山站比天后站更近的地區亦常被部份人稱為炮台山，如銅鑼灣威非路道巴士總站、銅鑼灣消防局、銅鑼灣街市、銅鑼灣岳王古廟等，所以以港鐵站分區一半炮台山地方亦屬銅鑼灣。而油街及天后廟道以北的富澤花園及康福臺地區屬北角，油街西南屬銅鑼灣。部份市民心目中的炮台山指炮台山道周邊地區，而用此定義的炮台山則含更多的北角地區，包括富澤花園、豪廷峰、威景台及金文泰中學等，而炮台山站則位於山下街道上。

## 歷史

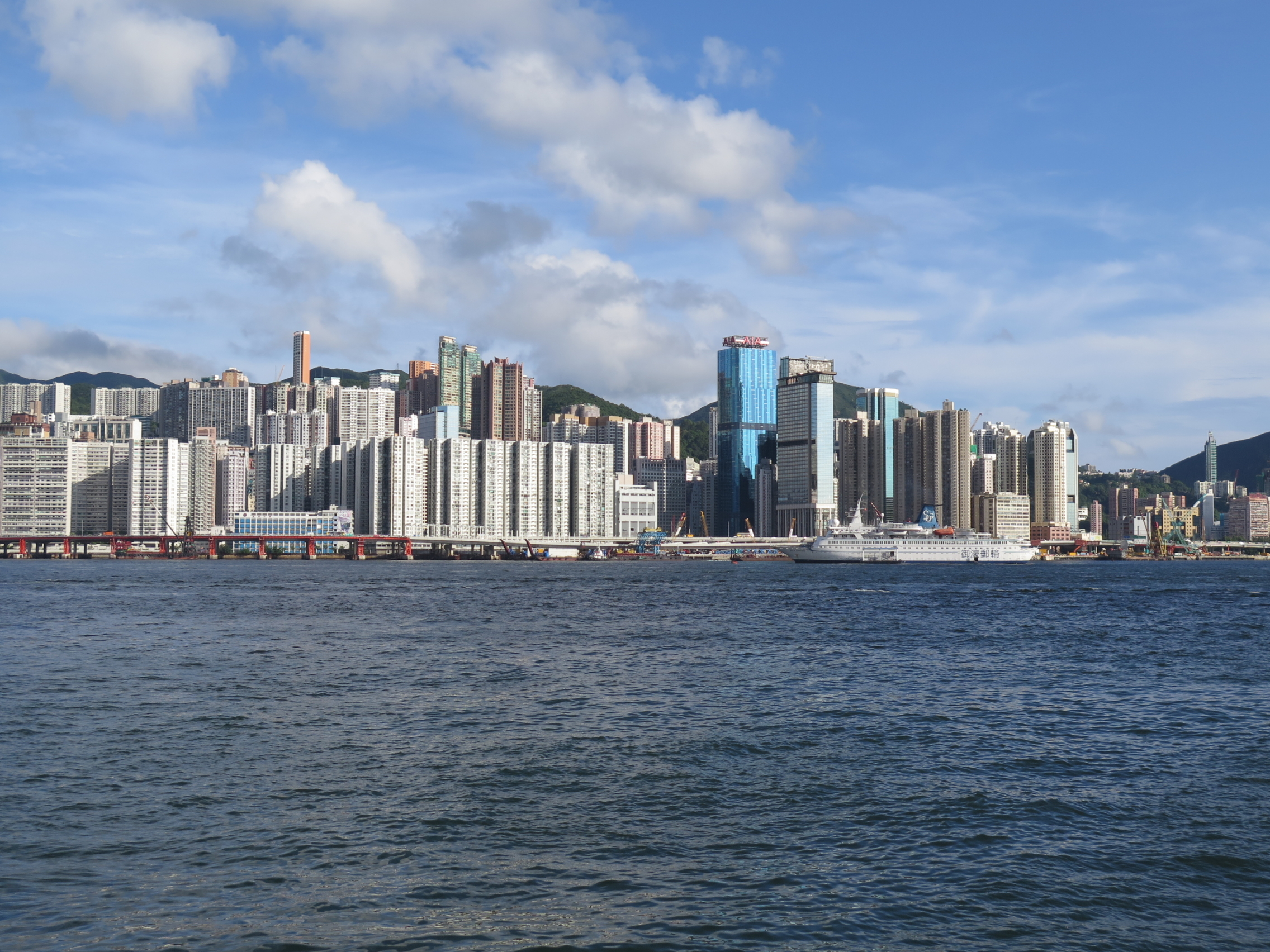
炮台山一帶建築群（2014年）

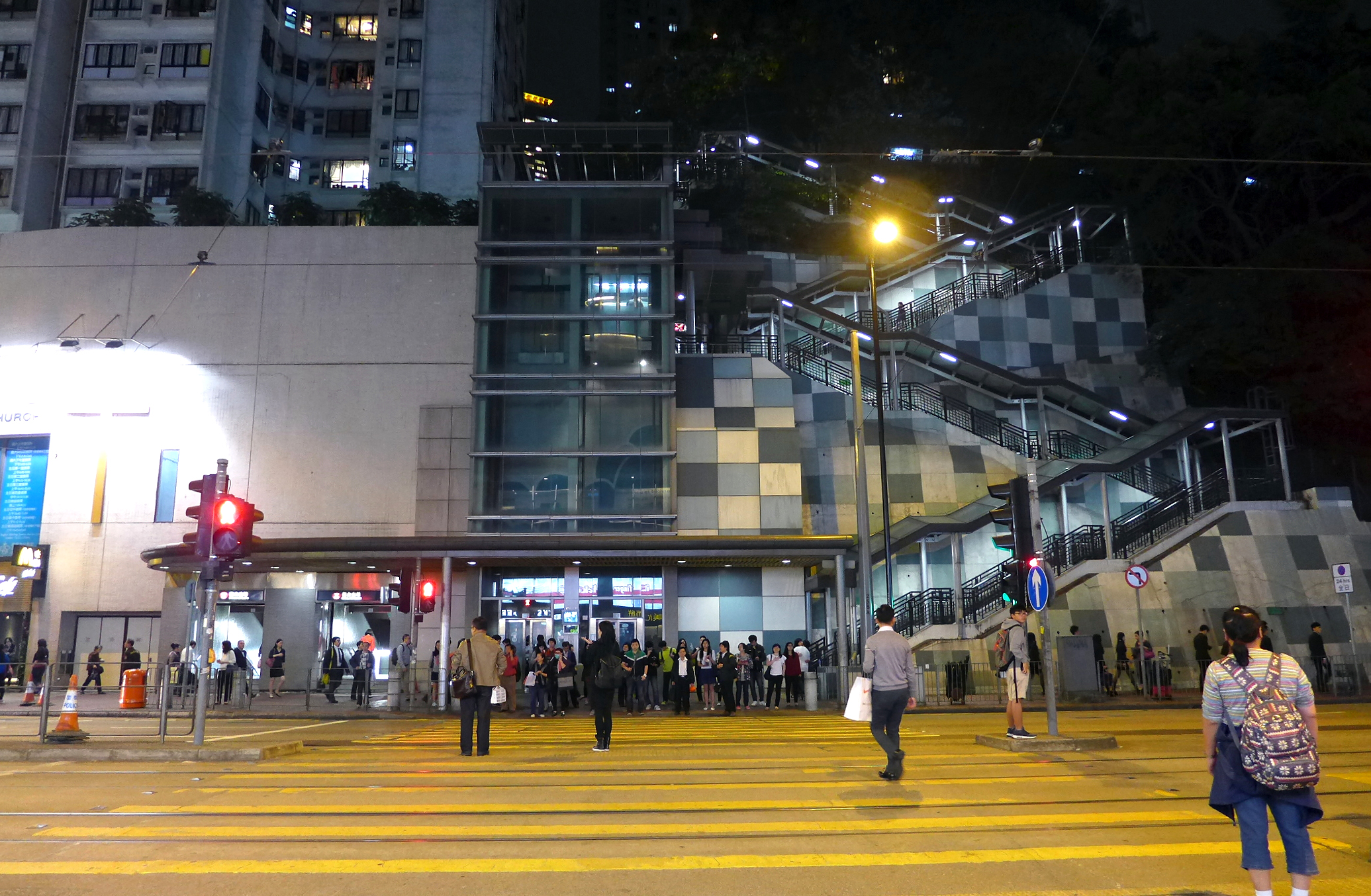
炮台山的升降機及行人電梯系統，連接位於英皇道地底的炮台山站及天后廟道一帶屋苑跟學校

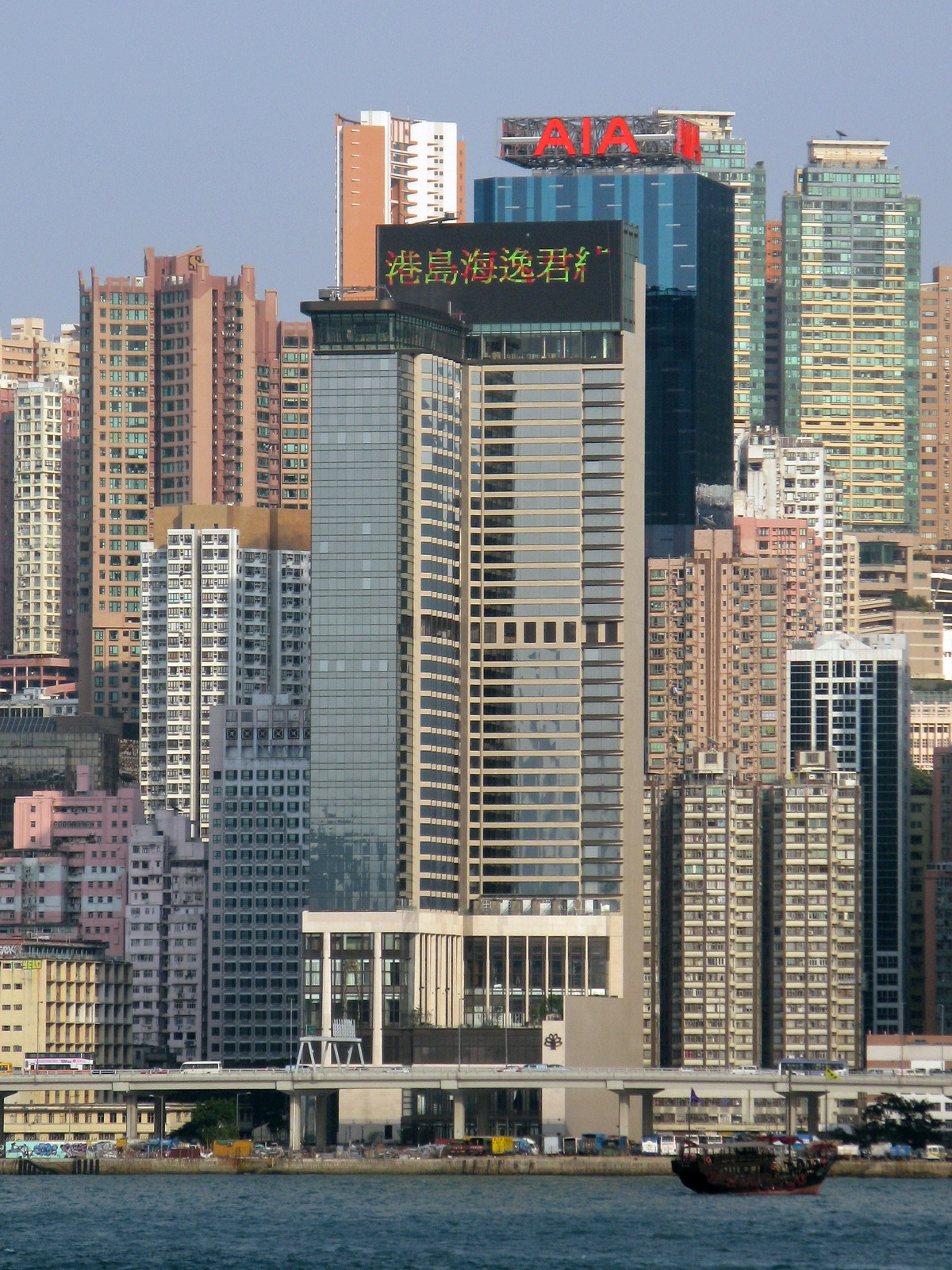
海逸君綽酒店

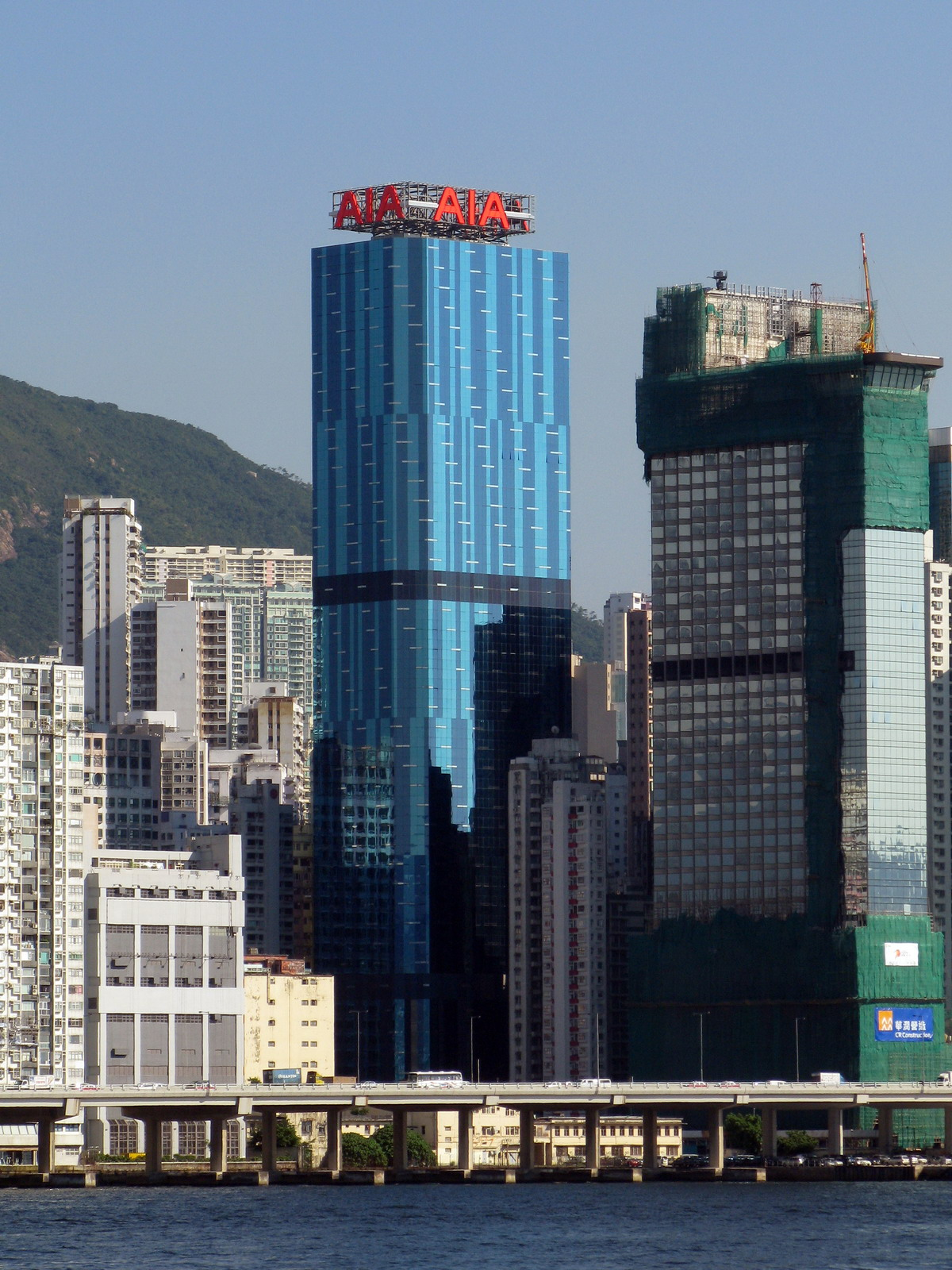
油街友邦廣場

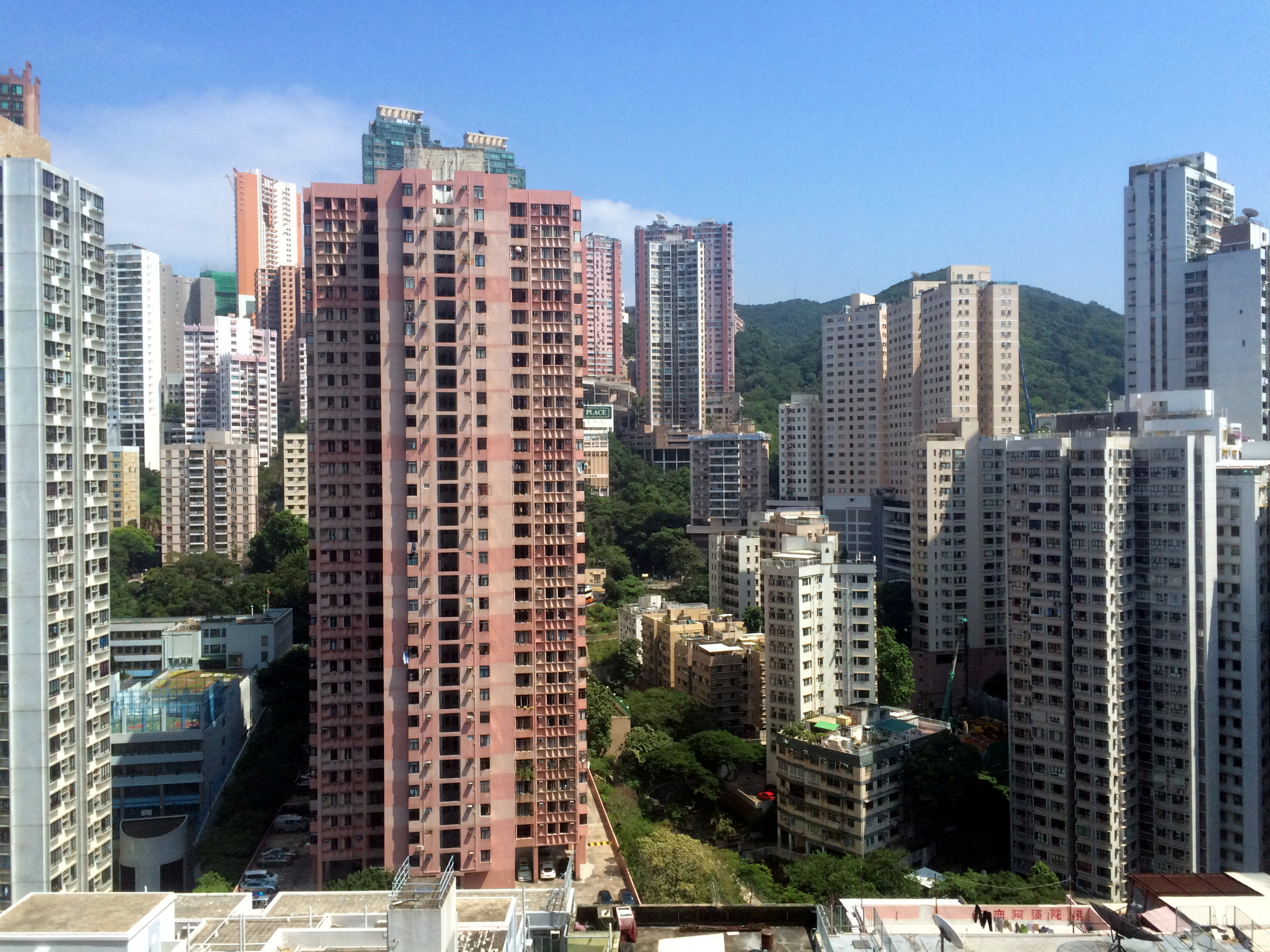
炮台山及寶馬山住宅群，地產界將此地段統稱為北半山。

1879年，英軍於「北角」（當時北角並非地區名字，全區名為「筲箕灣」，緊接維多利亞城以東）以南舊稱「East Hill」之山頭設立「北角炮台」（North Point Battery），守護維多利亞城，「炮台山」因而得名。該炮台於1922年6月交還政府並拆卸，現址為皇都戲院及炮台山循道衛理中學，旁邊建有堡壘街（Fort Street）見證此地曾為炮台。日治時期日軍曾於炮台山中安台及康福臺後山（現址為富澤花園）一帶設置炮台並裝有高射炮﹐並且將康福臺一帶命名為「山水溪」。1940年代香港地圖上曾出現「七姊妹砲台山」宇眼於炮台遺址之上，證明此地名於計劃興建地鐵前已存在，而家傳戶曉之豐澤電器，其英文名「Fortress」亦根據其母公司香港電燈公司之北角發電廠（今炮台山城市花園）的所在地，「炮台山」之英文名「Fortress Hill」命名。1985年地鐵（今港鐵）港島綫於前香港電燈公司宿舍（今富澤花園）至康福臺的山頭下設一車站，便根據「炮台山」的地名以及炮台山道而將車站命名為「炮台山站」，令「炮台山」之名發揚光大，而炮台山站則處於銅鑼灣東和北角交界。

## 鄰近建築物或地點

### 私人屋苑
- 維港頌
- 威德閣
- 康澤花園
- 富澤花園
- 寶馬山花園
- 城市花園
- 豪廷峰
- 海峰園
- 維峯·浚匯
- 維多利中心
- 海都洋樓
- 金都洋樓
- 銀都洋樓
- 縉景臺
- 維峯
- DIVA
- 富利來大廈
- 海天峰
- 光超台
- 海景台
- 雲景台
- 康福園
- 萬德閣
- 富豪閣
- 珊瑚閣
- 傲龍軒
- 飛龍臺
- 威景臺
- 雲峰大廈

### 商業建築
- 富薈炮台山酒店
- 理文商業中心
- 京華道18號
- 148 Electric Road
- 萬國寶通中心
- 海景大廈
- 友邦廣場
- 莎瑪炮台山精品服務式公寓（Shama Fortress Hill Serviced Apartments）
- 莎瑪港島北精品服務式公寓（Shama Island North Serviced Apartments）
- 海逸君綽酒店
- 港匯東（重建前為香港麗東酒店）
- 城市花園酒店
- 七海商業中心
- 成報大廈
- 北角城中心

### 公共交通

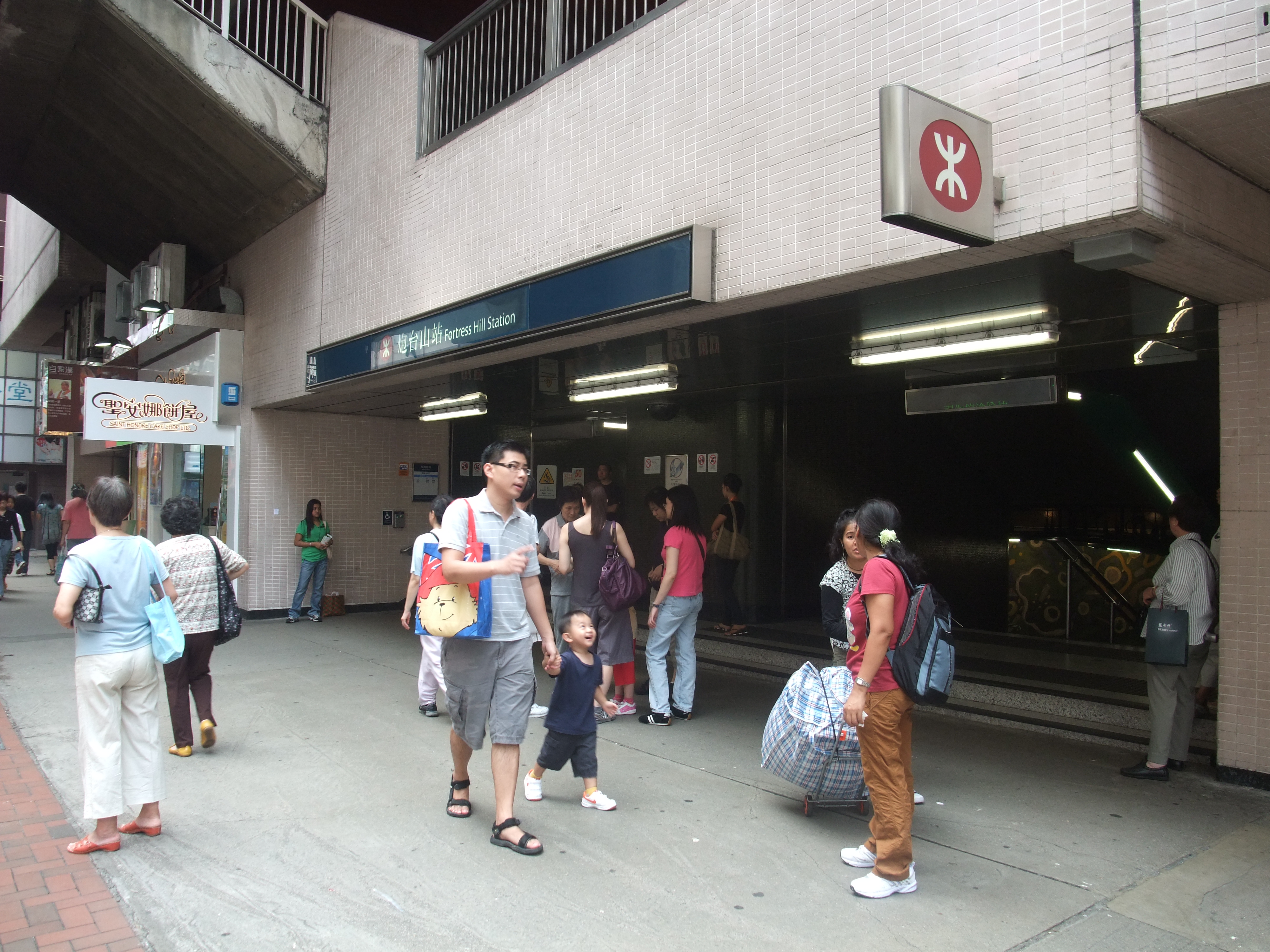
港鐵炮台山站

### 其他
- 油街實現
- 東岸公園主題區
- 皇都戲院
- 岳王古廟
- 銅鑼灣街市
- 基督教宣道會北角堂
- 炮台山循道衛理中學
- 張祝珊英文中學
- 金文泰中學
- 聖公會聖米迦勒小學
- 聖公會聖彼得堂
- 顯理中學
- 庇理羅士女子中學

## 交通

### 主要交通幹道
- 東區走廊
- 英皇道
- 電氣道
- 炮台山道

## 區議會議席分佈
由於炮台山及天后十分接近，為方便比較，以下列表以興發街、銅鑼灣道以東至長康街以西為範圍。
| 年度/範圍                              | 2000-2003                     | 2004-2007                     | 2008-2011                     | 2012-2015                     | 2016-2019                     | 2020-2023                     |
| -------------------------------------- | ----------------------------- | ----------------------------- | ----------------------------- | ----------------------------- | ----------------------------- | ----------------------------- |
| 興發街銅鑼灣道以東，英皇道、長康街以西 | B04 維園選區及C17城市花園選區 | B04 維園選區及C17城市花園選區 | B04 維園選區及C17城市花園選區 | B04 維園選區及C17城市花園選區 | B04 維園選區及C17城市花園選區 | B04 維園選區及C17城市花園選區 |
| 銅鑼灣道以東、英皇道、長康街以西       | 天后選區及炮台山選區          | 天后選區及炮台山選區          | 天后選區及炮台山選區          | 天后選區及炮台山選區          | 天后選區及炮台山選區          | 天后選區及炮台山選區          |

註：以上主要範圍尚有其他細微調整（包括編號），請參閱有關區議會選舉選區分界地圖及條目。而維園選區及天后選區自2016年起劃入灣仔區。

## 註腳
1. ↑  .   [2018-08-11]. （原始内容存档于2021-03-10）.
2. ↑  .   [2018-08-11]. （原始内容存档于2018-08-11）.
3. ↑  《紙筲箕》社區迷你雜誌：「19世紀中葉後至20世紀初，炮台山一帶隸屬筲箕灣區⋯」
4. ↑  灼見名家 - 香港島地名新考（下）：測量官的抉擇[永久]
5. ↑  （页面存档备份，存于） North Point Battery [1879-c.1922] - Gwulo: Old Hong Kong
6. ↑  香港大學 - 英軍服務團情報草圖 （页面存档备份，存于） 第4-5頁
7. ↑  uwants.com - 北角及鰂魚涌懷舊 ( 1 ) （页面存档备份，存于） #718「⋯1940年代北角地圖, 可見昔日書局街商務印書館⋯」

## 參看
- 東區
- 灣仔區
- 銅鑼灣
- 天后
- 寶馬山
- 北角

## 外部連結
- 我哋係炮台山 唔係北角 Fortress Hill is NOT North Point - Facebook
- 灣仔北及北角海濱城市設計研究
- 炮台生活報的Facebook專頁